# Crumomyia roserii
Crumomyia roserii är en tvåvingeart som först beskrevs av Camillo Rondani 1880.  Crumomyia roserii ingår i släktet Crumomyia och familjen hoppflugor. Arten är reproducerande i Sverige. Inga underarter finns listade i Catalogue of Life.